# Kanerva Cederström
Eva Kanerva Cederström est une réalisatrice, monteuse, scénariste, directrice de la photographie et actrice finlandaise née le 22 avril 1949 à Helsinki en Finlande.

## Biographie
Kanerva Cederström a travaillé comme professeur de film documentaire à l'Université des arts et des sciences d'Helsinki de 2003 à 2010,.
Sa mère était la peintre Eva Cederström.

## Filmographie

### comme réalisateur
- 1988 : Lenin-setä asuu Venäjällä
- 1994 : Työttömän pöytäkirja
- 1998 : Haru, yksinäisten saari (TV)
- 1999 : Trans-Siberia, Muistiinpanoja leireiltä
- 2003 : Lost and Found
- 2004 : Tove ja Tooti Euroopassa

### comme monteur
- 1988 : Lenin-setä asuu Venäjällä
- 1994 : Työttömän pöytäkirja
- 1999 : Trans-Siberia, Muistiinpanoja leireiltä
- 2003 : Lost and Found

### comme scénariste
- 1988 : Lenin-setä asuu Venäjällä
- 1999 : Trans-Siberia, Muistiinpanoja leireiltä
- 2003 : Lost and Found

### comme directeur de la photographie
- 2003 : Lost and Found

### comme acteur
- 1988 : Lenin-setä asuu Venäjällä

## Récompenses et nominations

### Récompenses
- Prix national de la cinématographie, 2001
- Prix Aho & Soldan pour l'oeuvre d'une vie, 2014